# Grammisgalan 2022
Grammisgalan 2022 hölls 19 maj 2022 på Annexet i Stockholm och delade ut priser i totalt 22 musikkategorier för 2021 års produktioner. Galan sändes live i TV4 Play, C More och Kanal 7. Programledare var Amie Bramme Sey och Sofia Dalén.
Under galan framfördes exklusiva framträdanden av Miriam Bryant & Victor Leksell, Thomas Stenström, A36, Agnes, Jireel, Alba August, Darin samt Hannes feat. waterbaby.

## Vinnare och nominerade
Vinnare markerade med fetstil.

### Årets album
- Agnes – Magic Still Exists
- Augustine – Weeks Above The Earth
- Miriam Bryant – PS jag hatar dig
- Sarah Klang – VIRGO
- Snoh Aalegra – TEMPORARY HIGHS IN THE VIOLET SKIES

### Årets alternativa pop
- Alba August – I Still Hide
- Amason – Galaxy II
- Andreas Mattsson – Soft Rock
- Augustine – Weeks Above The Earth
- Sarah Klang – VIRGO

### Årets artist
- Benjamin Ingrosso
- Hov1
- Miriam Bryant
- Snoh Aalegra
- Thomas Stenström

### Årets barnmusik
- Ensemble Yria – Upp & Ut
- I En Stad – Mer musik för barn och deras vuxna
- Micaela Gustafsson – Bää muu nöff
- Svenska Kammarorkestern – Min lilla stora kärlek
- Tigern & Kobran – Brandbilar och poesi

### Årets dansband
- Arvingarna – Tänker inte alls gå hem
- Boogart – En ny tid i livet
- Donnez – Alla dar i veckan
- Larz-Kristerz – Stuffparty 4
- Perikles – Ba Ba Ba

### Årets elektro/dans
- Alesso – Somebody To Use, Chasing Stars (feat. James Bay), Together, Again, Going Dumb, Leave A Little Love
- COBRAH – COBRAH
- DJ Seinfeld – Mirrors
- Galantis – Heartbreak Anthem, Dandelion, Alien
- Swedish House Mafia – Moth To A Flame, Lifetime, It Gets Better

### Årets folkmusik
- Ale Möller – Xeno Manía
- Anna Ekborg – SOLO
- Ebo Krdum – Diversity
- Hoven Droven – Trad
- Merit Hemmingson – Huvva! vad tiden går

### Årets hiphop
- A36 – AREA 36
- Asme – Tusen Flows
- Jaqe – Filmen
- L1NA – MP3

### Årets hårdrock/metal
- At the Gates – The Nightmare of Being
- Lucifer – Lucifer IV
- Nestor – Kids In A Ghost Town
- The Night Flight Orchestra – Aeromantic II
- Tribulation – Where The Gloom Becomes Sound

### Årets jazz
- Johan Lindström Septett – On The Asylum
- La La Lars – La La Lars III
- Lars Danielsson Liberetto – Cloudland
- Lisa Ekdahl – Grand Songs
- Milder PS – Singled out by Fate

### Årets klassiska
- Göteborgs Symfoniker och Johannes Gustavsson – Aulin, Moberg, Andrée: Orchestral Works
- Göteborg Baroque och Magnus Kjellson – Then Svenska Messan, HRV 404
- Herbert Blomstedt och Gewandhausorchester Leipzig – Brahms: Symphony No. 2 & Academic Festival Overture (Live)
- Malvakvartetten – Wooden Bodies
- Sofie Asplund, LuKaS – Lunds Kammarsolister – Britten: Les Illuminations – Debussy: Ariettes Oubliées & Clair de Lune

### Årets kompositör
- Agnes Carlsson, Vincent Pontare, Salem Al Fakir, Kerstin Ljungström och Maria Hazell
- Jens Resch
- Linda Karlsson och Sonny Gustafsson
- Myra Granberg
- Oskar Linnros och Charlie Bernardo

### Årets låt
- A36 – "Samma gamla vanliga"
- ADAAM & VC Barre – "TOPP"
- Hov1 – "Gamora" feat. Einár
- Miriam Bryant & Victor Leksell – "Tystnar i luren"
- Myra Granberg – "Lose My Mind"

### Årets musikvideo
- Alexander Wessely – Swedish House Mafia – "It Gets Better"
- Erik Pousette – Hannes – "I Feel It"
- Henrik Hanson – Hov1 – "Barn av vår tid"
- SWIM CLUB – Agnes – "24 Hours"
- Vedran Rupic – Salvatore Ganacci – "Step-Grandma"

### Årets nykomling
- A36
- Alba August
- Clara Klingenström
- Felicia Takman
- Sam Ezeh

### Årets pop
- Agnes – Magic Still Exists
- Benjamin Ingrosso – En gång i tiden
- Daniela Rathana – Rathana Club
- Molly Sandén – DOM SKA VETA
- Zara Larsson – Poster Girl

### Årets producent
- ELAI
- Elias Kapari
- Elvira Anderfjärd
- IAN (Ian Persson Stiernswärd)
- Patrik Berger

### Årets rock
- Hurula – På en grusbelagd parkeringsplats (Live)
- Linn Koch-Emmery – Being the girl
- Markus Krunegård – Kemtvätten
- Thåström – Dom som skiner
- Viagra Boys – Welfare Jazz

### Årets soul/RnB
- Mona Masrour – Scener & 2 Steg (Remix)
- Nápoles – Cloud 9
- Sam Ezeh – Night at Ezeh’s & Sapphire Alley
- Seinabo Sey – Sweet Life
- Snoh Aalegra – TEMPORARY HIGHS IN THE VIOLET SKIES

### Årets textförfattare
- Daniela Sörensen, Oskar Linnros, Jacqueline Cummings – Rathana Club
- Jaqe – Filmen
- Miriam Bryant – PS jag hatar dig
- Snoh Aalegra – TEMPORARY HIGHS IN THE VIOLET SKIES
- Thåström – Dom som skiner

### Årets visa/singer-songwriter
- Albin Lee Meldau – Epistlar
- David Ritschard – Blåbärskungen
- Ellen Sundberg – Ett bloss för Bodil Malmsten
- José González – Local Valley
- Maja Francis – A Pink Soft Mess

### Årets heders- och specialpris
- Abba[2]